# 友寄蓮
友寄 蓮（ともよせ れん、1995年3月29日 - ）は、日本の女優・タレントである。東京都小金井市出身。

## 来歴
2010年頃からタレント活動を開始するも、2011年、高校2年生の秋に急性リンパ性白血病に侵され、約1年4か月にわたる闘病生活を経験。
2013年、タレント活動を再開するにあたりオフィス彩に所属する。
2014年、バラエティ番組『アイドルの穴〜日テレジェニックを探せ!〜』に出演し、同年6月14日、準日テレジェニック2014に選ばれる。
2015年、オフィス彩との契約を終了し、以後フリーとして活躍。また自らの闘病経験を活かし、病院内で療養中の子供達に遊びの時間を提供するボランティア活動にも従事している。
2017年4月、全日本大学サッカー連盟公式マネージャー「JUFA GIRL」第6期生（JG 2017）に就任。
2018年7月29日、地元の小金井市で開催された「第5回 こがねい浴衣美人コンテスト2018」でグランプリを受賞。
2021年7月20日、当時小金井市長であった西岡真一郎と同年春に結婚し、第1子を妊娠していることを公表した。12月12日、第1子女児の出産を報告。
2022年9月30日、契約満了に伴い三枝プランニングを退所した。

## 人物
趣味は神社仏閣巡り。特技は華道。

## 出演

### 舞台
- 「THE 吉見麻美　公演vol.2 LOVEどきゅ～ん15(ichigo)」（2014年1月29日 - 2月2日、笹塚ファクトリー　※キャスト内のインフルエンザ流行により1月31日以降公演中止）
- 劇団絵生（えき） 「友情～秋桜のバラード2014～」（2014年9月 - 12月、全国ツアー33箇所 全51公演）鈴木幸子役
- 松澤くれは作・演出 「わたしの、領分。」（2015年8月12日 - 16日、目白・シアター風姿花伝）
- 朗読劇「空巣」（2015年10月30日、中野坂上・Music Bar MELODIA Tokyo）沙妃役　※パーティーイベント「Fence Off Vol.2」にて上演
- 松澤くれは作・演出 「Fire pRay～秋津悠理のプレリュード～」（2016年2月9日 - 14日、銀座・ギャラリー悠玄）
- アルコグランデ「永遠の一秒」（2018年4月3日 - 5日、彩の国さいたま芸術劇場・小ホール）
- 劇団絵生（えき） 「友情～秋桜のバラード～」（2018年9月25日 - 27日（木）赤坂区民センター他 全9公演）看護師 佐々木万里 役

### イベント
- 水墨画家CHiNPAN監修「女優展」（2016年3月20日、阿佐ヶ谷・ギャラリー白線）水墨画ボディーペイント
- 水墨画家CHiNPAN監修「女優展」（2016年9月3日、中延・インストールの途中だビル4Fギャラリー）水墨画ボディーペイント
- 「女優俳優幻想館」（2016年9月24日 - 25日、阿佐ヶ谷・ギャラリー白線）アート写真展
- 水墨画家CHiNPAN監修「女優展」（2017年2月18日、神泉・ギャラリー/スタジオ「輝くものは星さえも」）水墨画ボディーペイント
- 「ねこグラ！」（2018年3月11日、18日、神泉・shibuya gallery 「Arc」）猫とグラビア写真展
- 水墨画家CHiNPAN監修「女優展」（2018年5月27日、神泉・shibuya gallery 「Arc」）水墨画ボディーペイント

### テレビ
- 「アイドルの穴〜日テレジェニックを探せ!〜」（2014年4月5日 - 6月21日、日本テレビ）
- 「MOZU～百舌の叫ぶ夜～」（2014年5月、TBSテレビ）室井凛役
- 「応援美女子！」ドラマコーナー「がんばれ！タカハシ」（2015年2月、千葉テレビ）高橋役　※主演
- 「マジすか学園4」第8話（2015年3月16日、日本テレビ）矢場久根総長役
- 「生きるを伝える　未来を切り開くために　モデル・タレント「友寄蓮さん」」[11]（2016年10月15日、テレビ東京）

### ラジオ
- 「女優 友寄蓮さん - くにまるジャパン -」 [12]（2014年11月4日、文化放送）
- 「Emotional Beat 姫ラジ」 （2019年10月～、レインボータウンFM）レギュラーパーソナリティー
- Changeの瞬間 〜がんサバイバーストーリー〜 （2020年8月23日・30日、朝日放送ラジオ）[13]

### インターネット放送
- 「東京女子荘でノンデコ！」 [14]（2016年8月19日、10月18日、12月20日、東京女子荘）
- AbemaPrime（2019年2月12日、AbemaTV）[15]

### CM
- 「進研ゼミ」スチール（2010年）
- 「コカ・コーラ」TVCM ハピネストラック編（2011年1月）

### 講演など
- 「love in action2016」（2016年6月、東京国際フォーラム）献血呼びかけトークショー
- 「愛と共に生きること」（2016年8月、市民会館うらわ）「愛の献血助け合いの集い」（埼玉県、日本赤十字社埼玉県支部主催）における講演会
- 「クリスマス献血キャンペーン2016」（2016年12月23日、大宮駅西口コンコーンス）献血呼びかけトークショー
- 「愛の血液助け合いの集い」（2017年7月28日、埼玉会館）[3]。
- 「クリスマス献血キャンペーン2017」（2017年12月23日、大宮駅西口コンコース）献血呼びかけトークショー、彩の国けんけつ大使委嘱式
- 「愛とともに生きる」（2017年8月26日、兵庫・チャイルド・ケモ・ハウス）「なつのワークショップ」（兵庫県、NPO法人 チャイルド・ケモ・ハウス主催）における講演会
- 「「ありがとうの手紙」～献血で救われたいのち～」（2018年2月11日、富山・ファボーレホール）「富山セントラルライオンズクラブ認証55周年記念　献血活動促進事業」における講演会
- 友寄蓮けんけつトークサロン 「～ いのちのバトン献血 ありがとう ～」（2018年10月16日、21日、11月4日、川越クレアモール献血ルーム）
- 「クリスマス献血キャンペーン2018」（2018年12月23日、大宮駅西口コンコース）献血呼びかけトークショー
- 友寄蓮チャリティー講演「わたしを変えた白血病」（2019年2月11日、小金井宮地楽器ホール 小ホール）※ 自主企画
- 西東京青年会議所2019年度11月例会「いのちの授業～知ろう!!献血の大切さ!!～」（2019年11月23日、コール田無 多目的ホール）
- 「Next Ribbon 2020」トーク＆ライブ（2020年2月4日、ザ・グランドホール）

### 記事など
- 「【病と生きる】急性リンパ白血病との闘い　タレント・友寄蓮さん（１８）」[16]（2014年1月9日、産経新聞）
- 「みなさんと共に私もがんばっていきたい。 共に生きたい。　タレント　友寄蓮さん」[17]（2015年6月、STAND UP!!）
- 「友寄蓮さん「ドキュメント 生きる」」[18]（2015年7月、アフラック）
- 「キミがつなぐ未来　友寄蓮「未来を生きると信じて　今、努力する」」 献血ウォーカー Vol.17（2016年1月、日本赤十字社）
- 「INTERNATIONAL MISSING TYPE」世界各国の輸血経験者の声をつなげたキャンペーンビデオ出演[19]（2016年8月15日 - 21日、日本赤十字社）
- 「友寄蓮インタビュー」[20]（医療用ウィッグ専門店 ワンステップ）